# Reductress

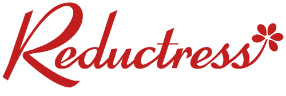

Reductress ist eine amerikanische feministische Satire-Website, die vorwiegend Artikel aus Frauenzeitschriften parodiert. Die Website wurde 2013 von den Komikerinnen Beth Newell und Sarah Pappalardo gegründet.

## Geschichte
Beth Newell arbeitete bei The Upright Citizen’s Brigade, Caroline’s on Broadway, und The Magnet Theater. Sarah Pappalardo arbeitete als Komikerin und freischaffende Autorin. Nach einer Unterhaltung über Klischees in Frauenmedien gründeten sie im April 2013 Reductress. Im August 2016 erzielte die Website monatlich 1,7 Millionen monatliche Besucher. Die Website hat ein Büro im Flatiron District in Manhattan, New York.
Im Oktober 2016 publizierte Reductress im Verlag HarperOne das Buch How To Win At Feminism: The Definitive Guide To Having It All—And Then Some!.

## Stil und Inhalt
Reductress ist eine feministische satirische News-Website. Ursprünglich als Parodie auf Frauenzeitschriften und deren Clickbait-Titel konzipiert, erweiterte die Site ihren Fokus auf die Versuche der Medien, vom Feminismus zu profitieren, obwohl sie dennoch Frauen als minderwertig darstellen. Die Site hat auch Aspekte des Feminismus parodiert, so z. B. "White feminism".
Reductress publiziert satirische Ratgeberkolumnen, News, Listicles und Profile. Der Stil der Artikel wurde mit The Onion verglichen.

## Rezeption
The Daily Dot beschreibt Reductress als „nicht nur beissend und umwerfend komisch, sondern einen fantastischen, traurigen, und sehr notwendigen Blick auf die Art, wie Frauen in den Medien schlecht gemacht werden.“ Laut Wired wurde Reductress mit Artikeln wie “Actually, I’m an Intersectional Men’s Rights Activist” und “How To Friendzone Ethan While He’s Still Inside You” rasch zu einer der witzigsten und konzentriertesten Humor-Sites im Web. Reductress wurde insbesondere für die im August 2016 publizierten Artikel über Vergewaltigung gelobt.